# Alexandra (Paranaguá)
Alexandra é um bairro localizado no município brasileiro de Paranaguá, no estado do Paraná com uma população em 2021 de aproximadamente 10 mil habitantes.
A localidade que já foi distrito, é considerada a primeira colônia italiana do estado do Paraná. Inicialmente chamada Colônia Alessandra foi fundada em 1871 pelo colonizador italiano Savino Tripoti. Colônia Alessandra que posteriormente virou Alexandra, foi uma homenagem que o fundador prestou à sua irmã, a mudança de nome ocorreu após as terras da região serem apanhadas pelo governo imperial em virtude de rescisão contratual com Tripoti.
Os pioneiros do reduto italiano foram famílias vindas da região do Vêneto, norte da Itália. Em 1877, alguns imigrantes austríacos desembarcaram na região com panfleto distribuído na Europa por agentes de imigração.
A região possui uma estação ferroviária na linha férrea que une Curitiba a Paranaguá, inaugurada em 1883 com a presença de Dona Isabel. Hoje a estação é o único exemplar do século XIX que conserva o aspecto original desde sua construção.
Entre os prédios mais ilustres do bairro está a Igreja de Nossa Senhora Auxiliadora, fundada em 1933.
Uma marca identitária hoje perdida na região, era a presença do dialeto talian até o primeiro governo de Getúlio Vargas, quando houve uma séria crise entre os imigrantes, seus descendentes no meio brasileiro, quando o nacionalismo foi enfatizado e as manifestações culturais e políticas de raiz étnica estrangeira foram severamente reprimidas.